# Champ pétrolifère de Cusiana
Le champ pétrolifère de Cusiana est un champ pétrolifère situé dans le département de Casanare, en Colombie. Avec le champ voisin de Cupiagua, il constitue la plus importante réserve d'hydrocarbures de Colombie,.

## Histoire
Le champ pétrolifère de Cusiana fut découvert en 1988 par la compagnie pétrolière française Total[réf. nécessaire].

## Production
Le pétrole produit est un pétrole léger, avec une densité API de 36.3° et un taux de soufre de 0,26 %.
Le champ est la propriété conjointe de la compagnie colombienne Ecopetrol et des compagnies anglaise BP et française Total. Le pétrole brut produit est transporté par le pipeline Ocensa vers la côte caribéenne colombienne, au port de Coveñas.